# Psenopsis cyanea
Psenopsis cyanea är en fiskart som först beskrevs av Alcock, 1890.  Psenopsis cyanea ingår i släktet Psenopsis och familjen svartfiskar. Inga underarter finns listade i Catalogue of Life.